# Chappie
Chappie er en amerikansk science fiction film instrueret af Neill Blomkamp. Manuskriptet er skrevet af Blomkamp og Terri Tatchell, og er baseret på Blomkamp kortfilm Tetra Vaal fra 2004. Filmen havde premiere i New York den 4. marts 2015 og i de danske biografer den 5. marts 2015.

## Handling
I en nær fremtid holdes byens kriminelle i et jerngreb af politiets effektive robotter, kaldet for Scouts. Men de kriminelle har fundet en måde at kæmpe imod på. Da en beskadiget politirobot stjæles og re-bootes med et følelses – og bevidsthedsprogram, bliver han den første robot nogensinde, der kan tænke og føle. Hans navn er Chappie, og han er levende. 

## Medvirkende
- Sharlto Copley som Chappie
- Dev Patel som Deon
- Hugh Jackman som Vincent
- Ninja som Ninja
- Yo-Landi Visser som Yo-Landi
- Jose Pablo Cantillo som Yankie
- Sigourney Weaver som Michelle Bradley
- Brandon Auret som Hippo
- Johnny Selema som Pitbull
- Anderson Cooper som Sig selv